# Manfred Ebenhöh
Manfred Ebenhöh (* 10. Mai 1948 in Wilhermsdorf) ist ein ehemaliger deutscher Fußballspieler auf der Position eines Stürmers. In der Saison 1966/67 hatte er beim 1. FC Nürnberg in der Fußball-Bundesliga einen Einsatz, in dem ihm auch ein Tor gelang.

## Laufbahn
Ebenhöh begann 1958 in der Jugend des TSV Langenzenn, bei dem sein Vater als Trainer tätig war, mit dem Fußballspielen. Als A-Jugendlicher wechselte er 1964 zum 1. FC Nürnberg. Dort wurde er in die Jugend-Nationalmannschaft berufen. Das Offensivtalent spielte am 23. April 1966 beim Länderspiel der DFB-Jugend gegen Frankreich. Er stürmte bei der 0:1-Niederlage auf Rechtsaußen an der Seite von Hans-Jürgen Hellfritz, Rainer Budde, Friedhelm Strzelczyk und Dieter Schollbach. Im Verlauf der nächsten Spiele setzte sich aber der Stuttgarter Horst Köppel am rechten Flügel der Jugendnationalmannschaft durch. Aus der A-Jugend wechselte er zunächst als Amateurspieler in die zweite Mannschaft der Nürnberger in die Bayernliga. Am 32. Spieltag, den 20. Mai 1967, kam er als Amateur im Spiel beim Titelverteidiger und vormaligem Verein von Trainer Max Merkel, dem TSV 1860 München, zu seinem einzigen Einsatz in der Bundesliga, bei dem er den zwischenzeitlichen Ausgleich zum 1:1 erzielte. Er spielte für den erkrankten Franz Brungs an der Seite von Heinz Strehl und Georg Volkert. Im Anschluss unterschrieb er für zwei Jahre einen Profivertrag. Zwar gehörte er zum Kader der Mannschaft, die 1968 die deutsche Meisterschaft gewann – wie auch Jahrgangskollege Ewald Schäffner –, bestritt jedoch kein weiteres Bundesligaspiel für den Club.
Zur Saison 1968/69 wechselte er zum Regionalligisten SpVgg Fürth. Unter Trainer Fred Hoffmann debütierte er am 19. August 1968 bei einer 0:1-Auswärtsniederlage beim Aufsteiger VfL Neckarau in der zweitklassigen Regionalliga Süd. Mit Mitspielern wie Walter Rauh, Richard Albrecht, Hermann Marchl, Ernst Perras, Karl-Heinz Kamp und Paul Derbfuß belegte er mit der „Kleeblatt-Elf“ den 7. Rang und hatte in 31 Ligaspielen sieben Tore erzielt. In seinem zweiten Jahr bei Fürth, 1969/70, erzielte er neun Treffer, ehe er 1970/71 mit 12 Toren in 34 Ligaspielen seinen persönlichen Rekord aufstellte. In der internen Torjägerliste wurde er lediglich von Egon Pieper mit 14 Toren übertroffen. In seinem vierten Jahr, 1971/72, hatte er Differenzen mit dem neuen Trainer Werner Bickelhaupt und beendete deshalb im Sommer 1972 seine Karriere als Vertragsspieler. Von 1968 bis 1972 hatte Ebenhöh 105 Spiele in der Regionalliga Süd mit 31 Toren für Fürth absolviert.
1972 kehrte er zu seinem Heimatverein TSV Langenzenn zurück. Zwei Jahre später wechselte er zum Landesliga-Konkurrenten 1. FC Herzogenaurach, mit dem er 1977 in die Bayernliga aufstieg. Nach einer Saison in der höchsten bayerischen Spielklasse ließ er seine aktive Laufbahn von 1978 bis 1981 beim TSV Langenzenn ausklingen.
Nach seiner Fußballkarriere widmete er sich dem Tennissport und war beruflich als Sachbearbeiter bei MANN tätig.